# Hermann Bollé
Hermann Bollé (Colonia, 18 settembre 1845 – Zagabria, 17 luglio 1926) è stato un architetto tedesco, attivo soprattutto in Croazia.

## Biografia
Di origini franco-tedesche, dopo aver completato l'istituto professionale per l'edilizia, lavorò nello studio dell'architetto di Colonia Heinrich Wiethase, dove fu coinvolto in progetti per chiese ed edifici sacri. Dal 1872 studiò architettura all'Accademia di belle arti di Vienna e lavorò parallelamente nello studio del famoso architetto e costruttore di cattedrali austriaco Friedrich von Schmidt. Nel 1875 e nel 1876 soggiornò in Italia, dove incontrò il vescovo Josip Juraj Strossmayer e Izidor Kršnjavi. Questi incontri lo portarono a trascorrere la sua vita in Croazia. Già nel 1876 giunse a Đakovo, dove dopo la morte dell'architetto Carl Roesner rilevò la costruzione della Cattedrale di San Pietro.
Nello stesso anno eseguì il restauro della chiesa di San Marco a Zagabria secondo i progetti di Schmidt. Bollé si stabilì finalmente a Zagabria nel 1878. Gli venne subito affidata un'ampia varietà di progetti architettonici, culturali ed educativi. Dopo il terremoto del 1880 fu nominato capo restauratore degli edifici sacri e profani della città.
In Croazia ha restaurato e costruito numerosi edifici nei più disparati stili dell'epoca: il Museo di arte e artigianato, la Scuola professionale e il cimitero di Mirogoj. Nello spirito del romanticismo ha rinnovato il santuario di Marija Bistrica, in stile neorinascimentale, la cattedrale di Zagabria, il vescovado e la curia del Capitolo a Zagabria. A questo scopo ha progettato la Cattedrale greco-cattolica della Santissima Trinità a Križevci in stile neogotico.
Sotto la sua influenza, gli edifici hanno caratterizzato l'aspetto urbanistico Zagabria e Hermann Bollé fu coinvolto in tutte le questioni urbanistiche importanti di Zagabria. Sono numerose le sue opere e dei suoi progetti nelle arti applicate, dai mobili ai costumi e produzioni teatrali, all'arte del vetro, ai gioielli, alle stoviglie, all'illuminazione.
Il lavoro culturale ed educativo di Bollé è notevole. È stato membro attivo dell'Amicizia artistica e uno dei fondatori del Museo dell'Arte e dell'Industria e della Scuola di formazione professionale, nell'ambito della quale fondò anche la Scuola di edilizia, che diresse per 32 anni. Con i suoi allievi partecipò anche a importanti mostre (Trieste nel 1882, Budapest nel 1885 e 1886, Parigi nel 1900), in cui ricevette numerosi premi e riconoscimenti. Nonostante le polemiche sorte sul suo lavoro, Bollé ha indubbiamente svolto un ruolo importante nel plasmare il paesaggio urbano di Zagabria nella seconda metà del XIX secolo.
Significative sono anche le residenze estive di Bollé come quella di Višnjevac del 1905, vicino a Mali Radenci in Sirmia sulla pianura sirmiana del loess non lontano da Fruška Gora del 1905, e la Fišerov Salaš tra Ruma e Jarak. Mentre la residenza estiva di Višnjevac è stata costruita come la cosiddetta pudarska kuča ("guardia del vigneto") come centro di un'azienda agraria nel mezzo dell'altopiano della Sirmia, lontano dagli insediamenti urbani, Fišerov salaš (salaš significa fattoria) fungeva da residenza estiva rappresentativa principalmente per la ricreazione dei suoi proprietari in campagna. Nel mezzo di un parco con rari alberi esotici (incluso il ginko), la casa di legno circondata da portici fu costruita con un tetto di paglia, cosa insolita per la zona. Nella stessa Ruma, Bollé progettò la chiesa serbo-ortodossa dello Spirito Santo e, in particolare, l'iconostasi monumentale all'interno, le cui icone furono realizzate da Uroš Predić. Inoltre, progettò due tombe di famiglia nel cimitero di Ruma.

## Galleria d'immagini

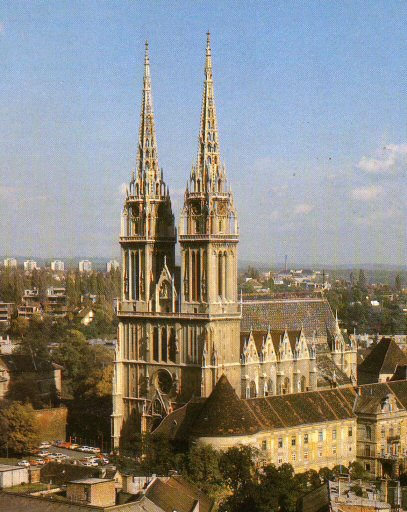
Cattedrale di Zagabria
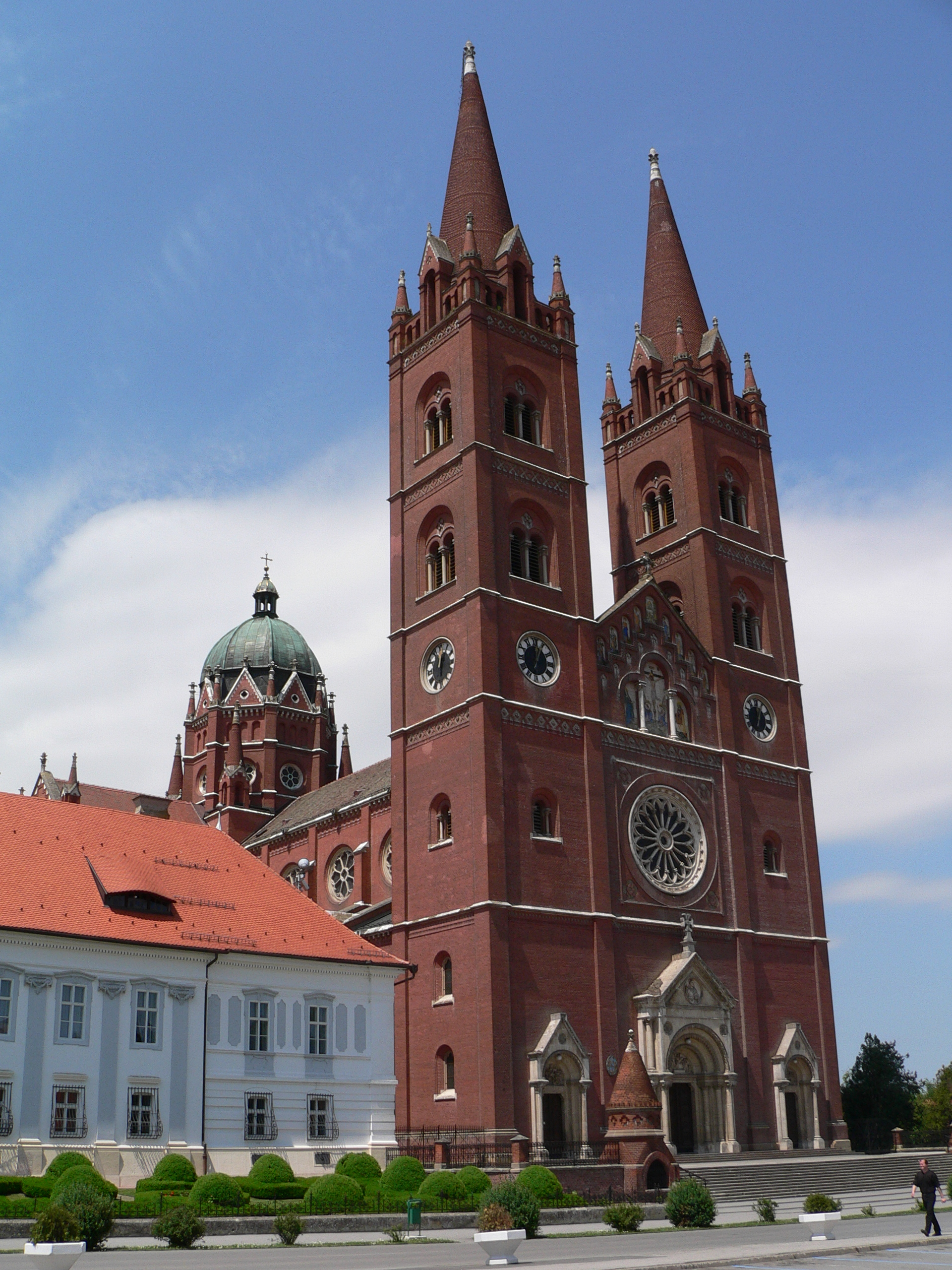
Cattedrale di San Pietro a Đakovo
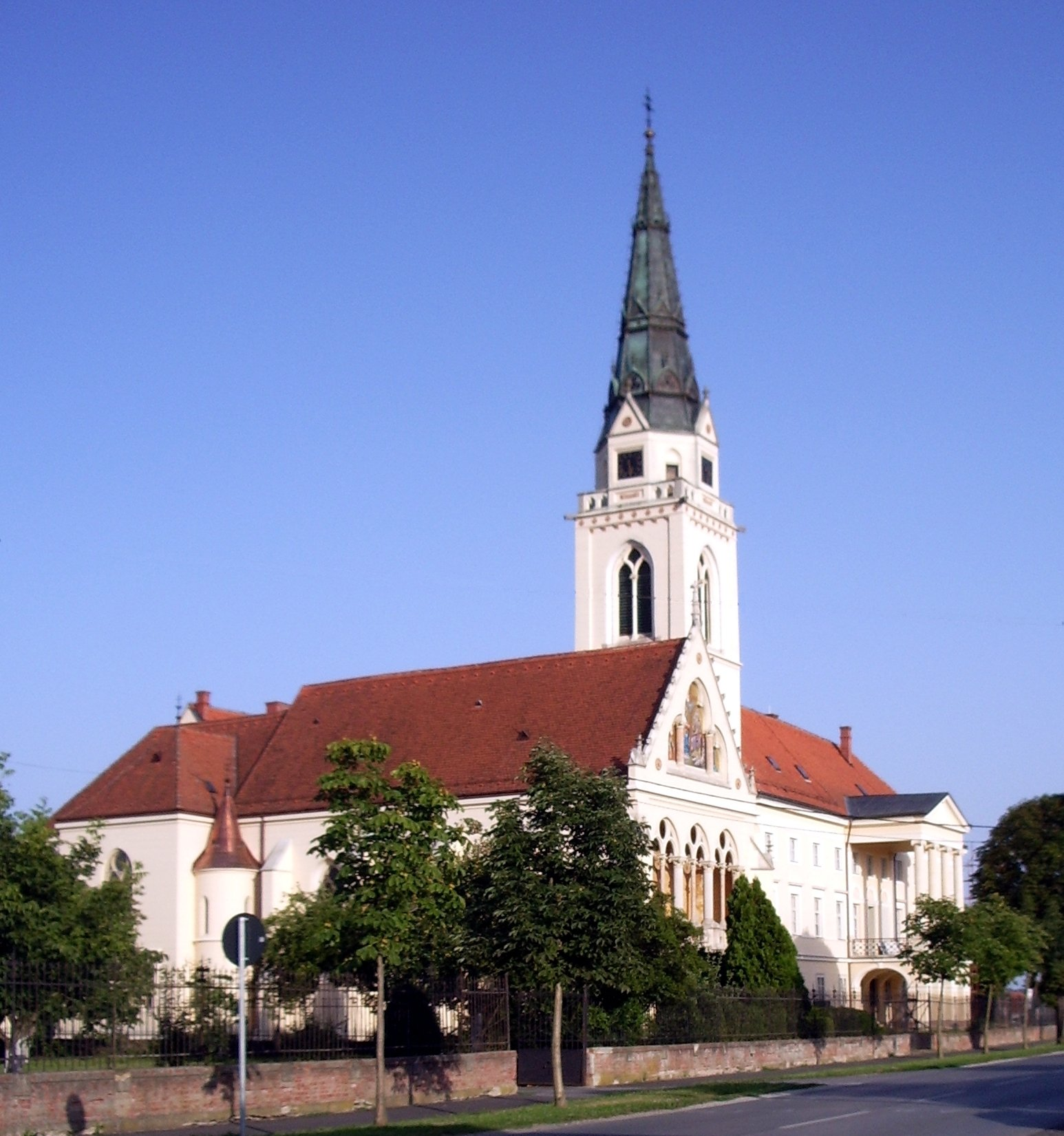
Cattedrale greco-cattolica della Santissima Trinità a Križevci
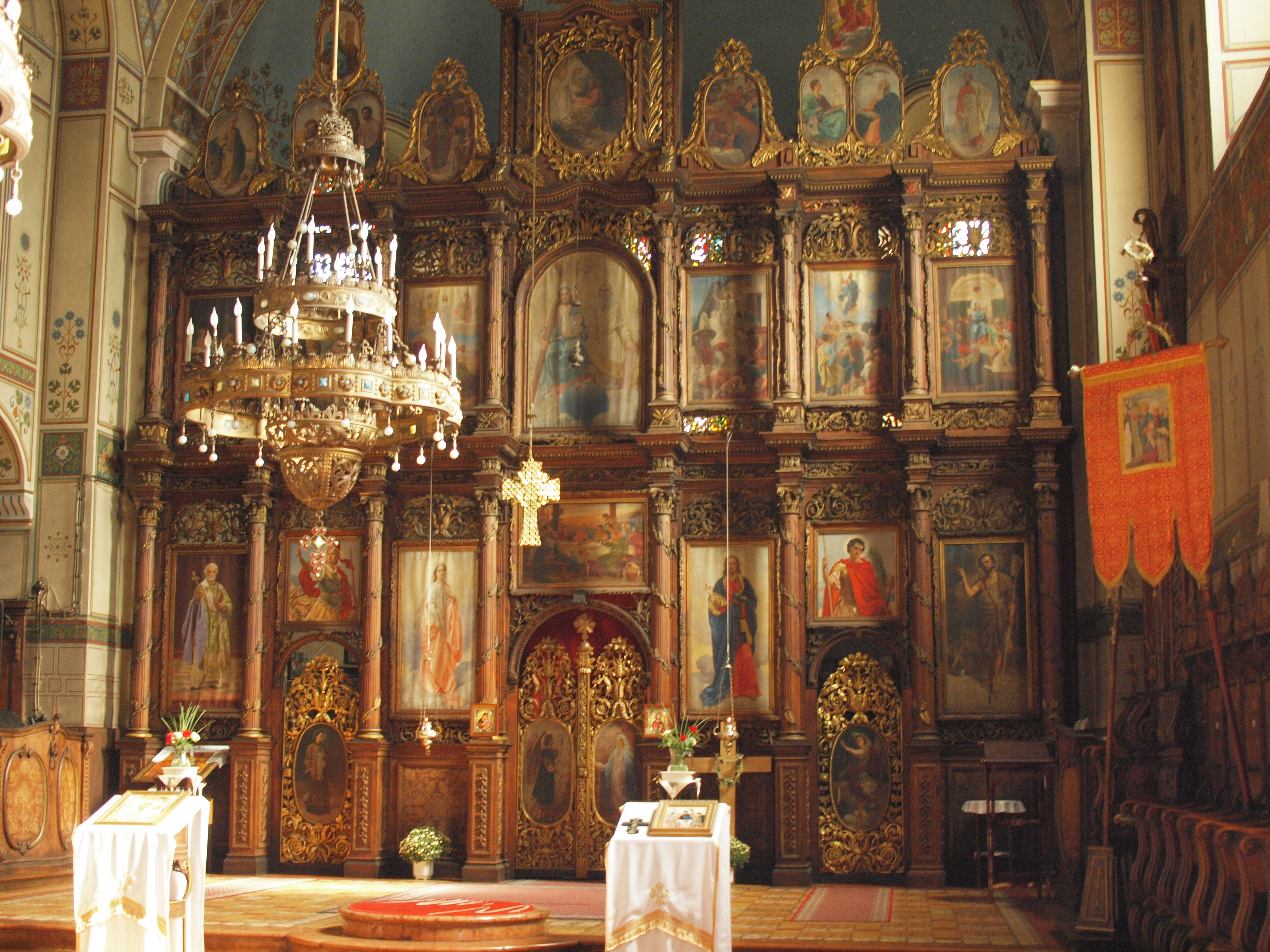
Iconostasi della chiesa ortodossa dello Spirito Santo a Ruma, 1905
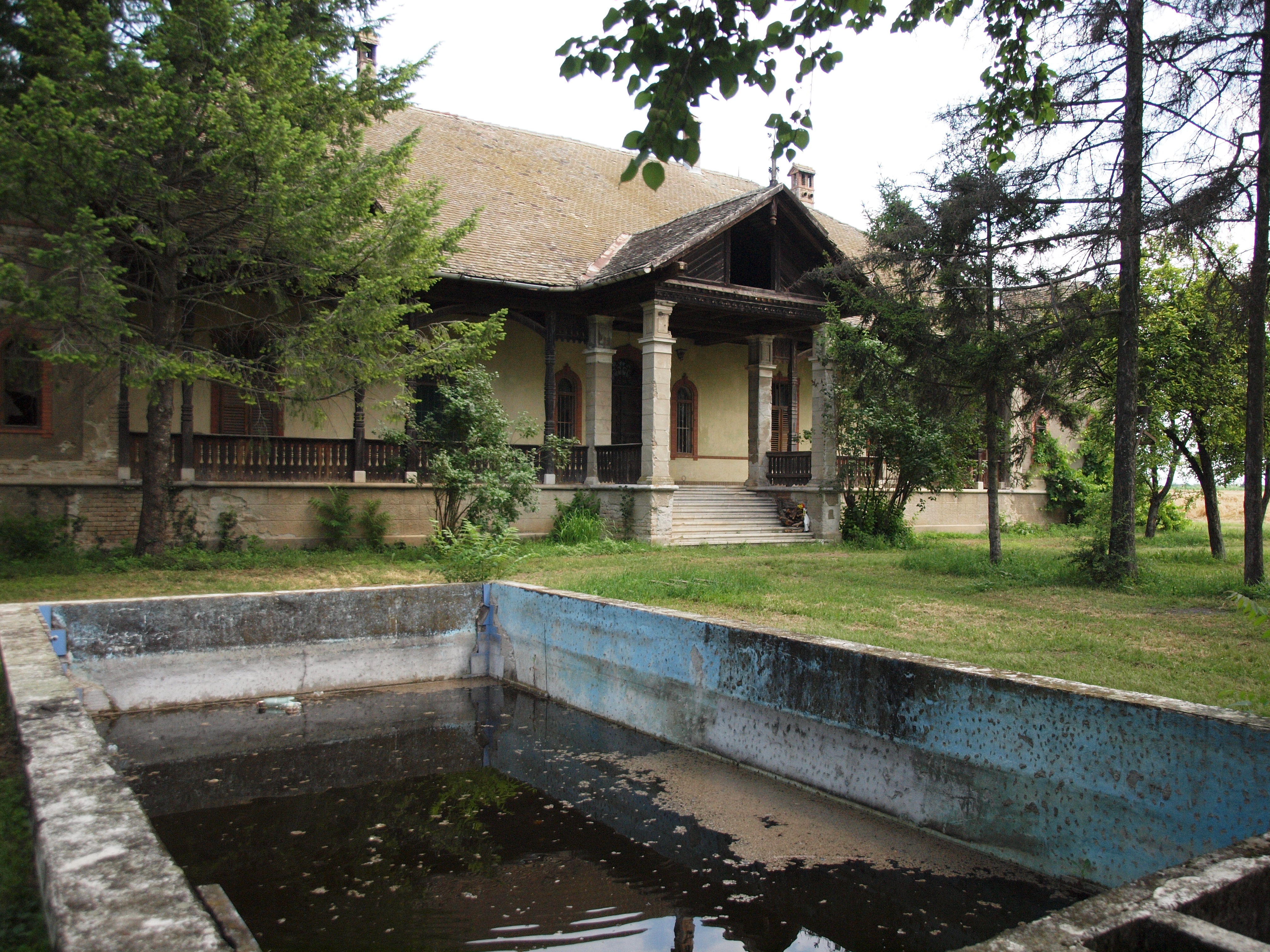
La residenza estiva di Višnjevac
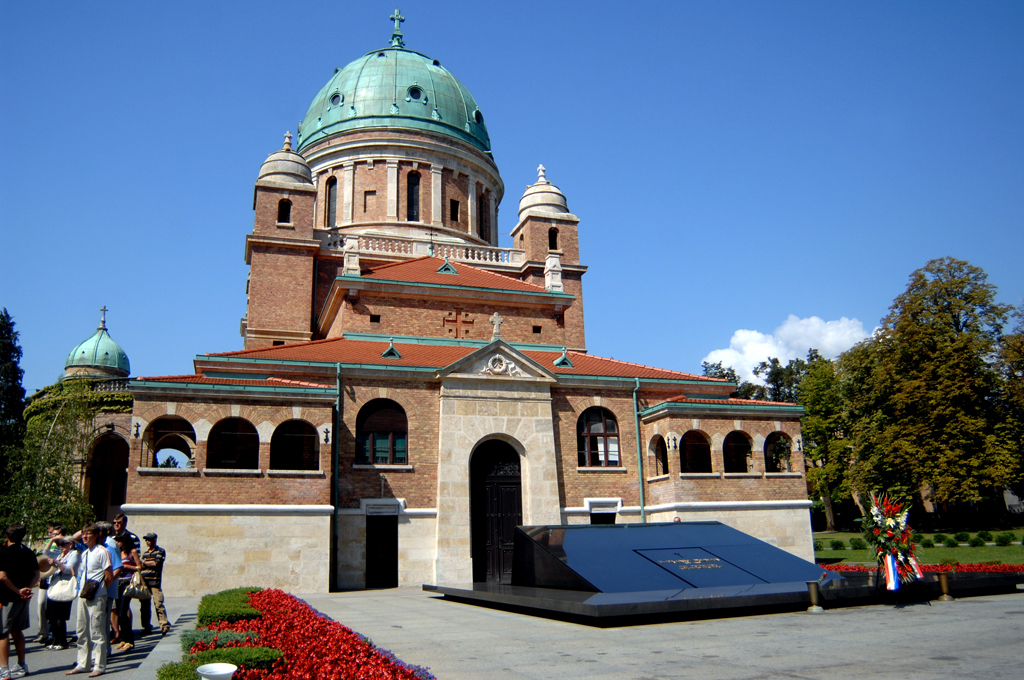
Ingresso del Cimitero di Mirogoj